# Claus-Henning Redicker
Claus-Henning Redicker (* 1935 in Röbel/Müritz) ist ein deutscher Anglist und Hochschullehrer.

## Leben
Redicker studierte BWL, VWL, Rechtswissenschaft und Anglistik. Er war Trainee in Hamburg und London, Studien-Referendar, -Assessor und -Rat an der Staatlichen Fremdsprachenschule Hamburg und wissenschaftlicher Oberrat an der Universität Hamburg. Von 1980 bis 2000 lehrte er als Professor für Wirtschaftsenglisch an der Universität Hamburg am Institut für Anglistik und Amerikanistik.
Seine Schwerpunkte sind Wirtschaftsenglisch als „Entscheidungsorientierte Landeskunde“ d. h. Wirtschaftskultur, Wirtschaftsgeschichte und Wirtschaftsphilosophie im anglo-amerikanischen Wirtschaftsraum, Mikro- und Makroökonomie sowie Wirtschaftsrecht (insbes. Gesellschaftsrecht in GB) und Internationales Management in Verbindung mit der Fachsprache Wirtschaftsenglisch.

## Schriften (Auswahl)
- Depositenzertifikate im Londoner Geldmarkt. Hamburg 1977, OCLC 251391187.
- Convertible Bonds. Frankfurt am Main 1979, ISBN 3-261-02597-2.
- Das wirtschaftskundliche Hörspiel als didaktisches Medium. Frankfurt am Main 1979, OCLC 6197499.
- Wirtschaftsenglisch als Fachsprache und „entscheidensorientierte Landeskunde“. Hamburg 1998, ISBN 3-9805199-1-0.